# Parafia Jezusa Chrystusa Odkupiciela Człowieka w Bielsku-Białej
Parafia pw. Jezusa Chrystusa Odkupiciela Człowieka w Bielsku-Białej – parafia rzymskokatolicka znajdująca się w Bielsku-Białej, na osiedlu Karpackim. Należy do Dekanatu Bielsko-Biała II – Stare Bielsko diecezji bielsko-żywieckiej. Erygowana w 1983. Jest prowadzona przez księży diecezjalnych.